# Medicago truncatula
Espèce
Statut de conservation UICN

 LC  : Préoccupation mineure

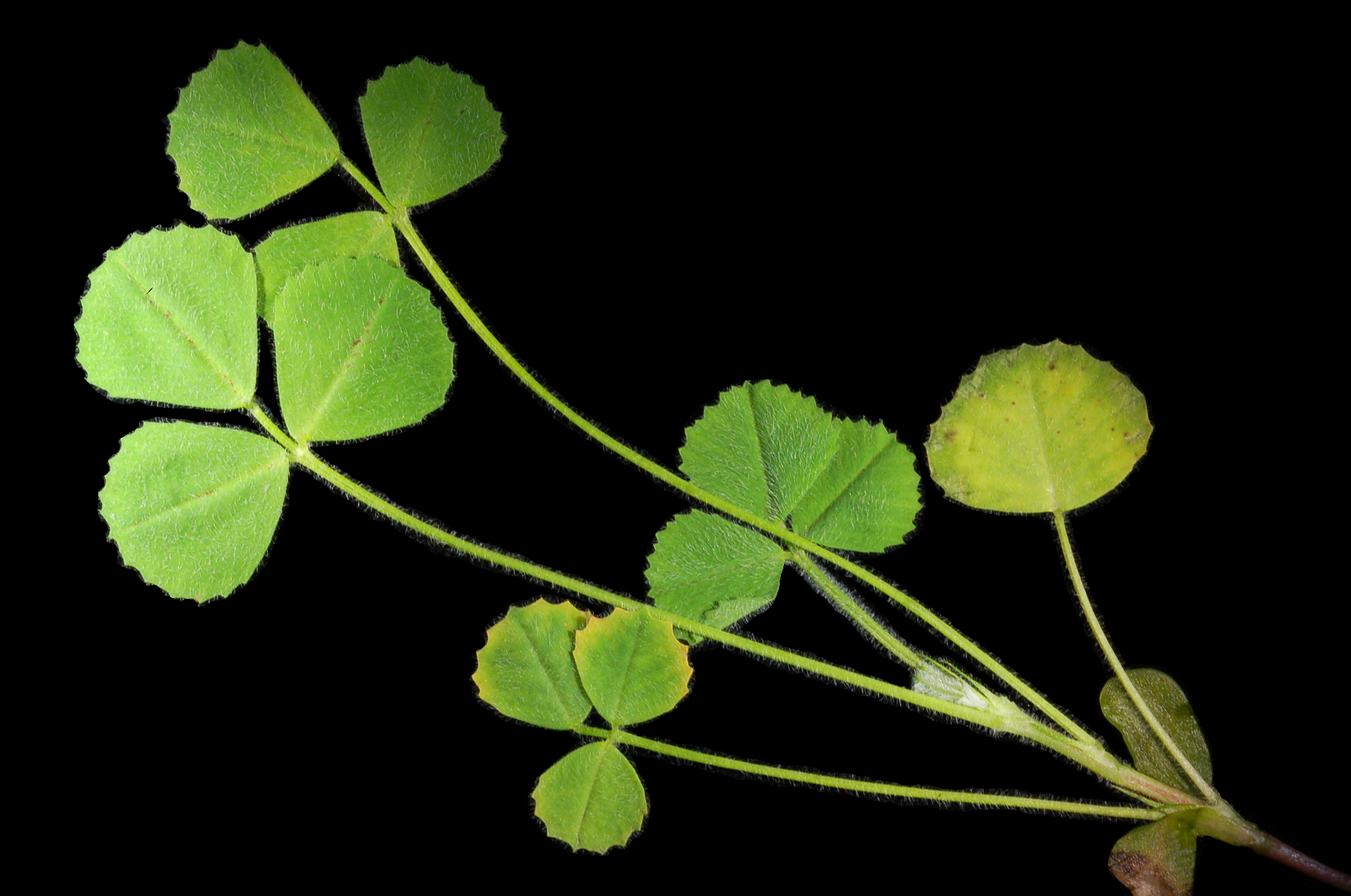
Feuilles.

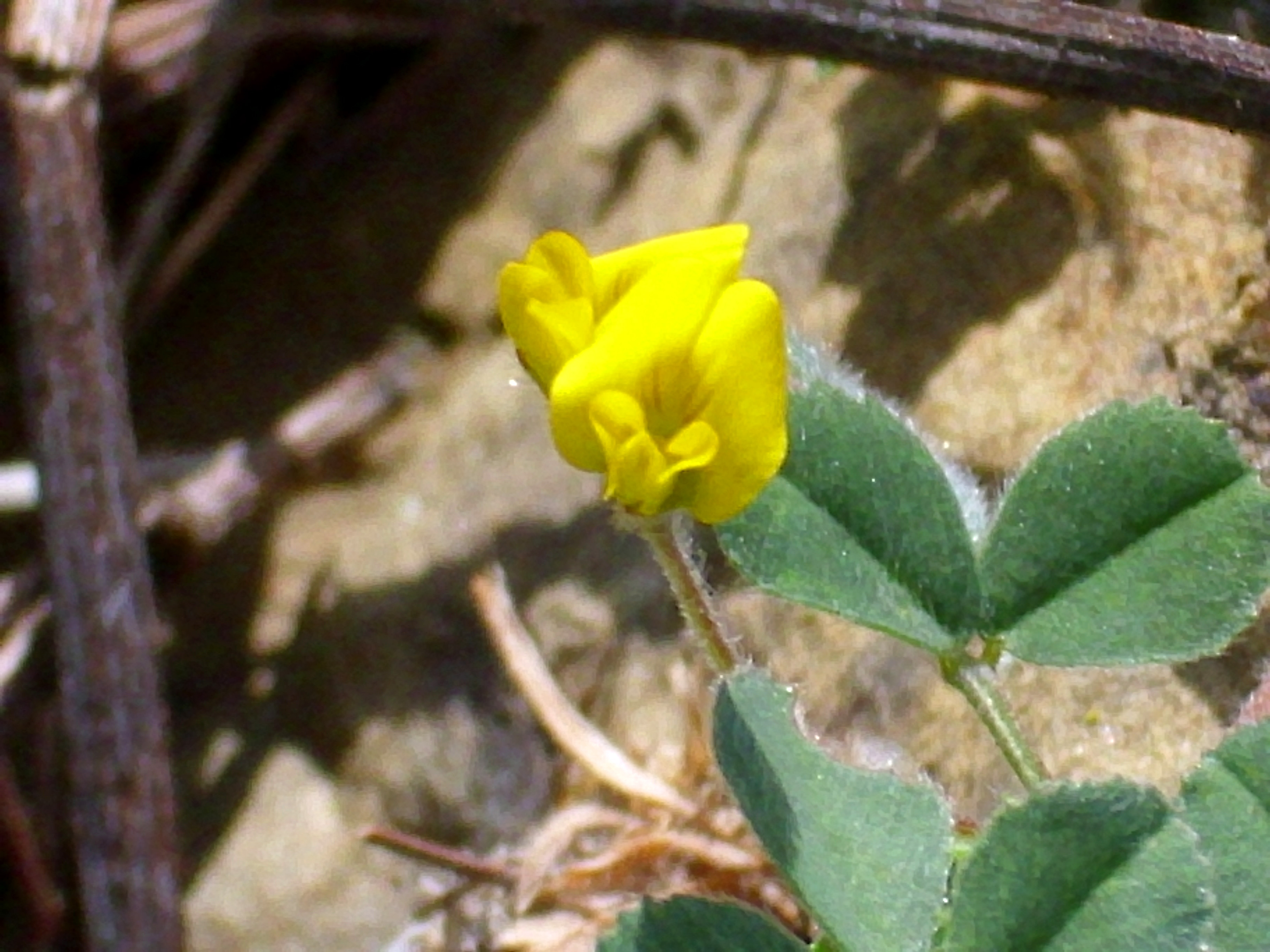
Fleur.

Medicago truncatula, la luzerne tronquée, est une espèce de plantes à fleurs dicotylédones de la famille des Fabaceae, sous-famille des Faboideae, originaire du bassin méditerranéen. C'est une plante herbacée annuelle, proche de la luzerne cultivée, pouvant atteindre 40 cm de haut. La luzerne tronquée est parfois cultivée comme plante fourragère et il en existe de nombreux cultivars.
Cette espèce a été identifiée comme la plante modèle des Fabaceae puisque ces dernières présentent la capacité de former des nodosités racinaires capables de fixer l'azote atmosphérique.
Medicago truncatula est une espèce diploïde (2n = 2x = 16) et présente une grande synténie avec certaines espèces très cultivées comme le pois ou la luzerne. Son génome (sept fois plus petit que celui du pois) permet d'accéder rapidement aux séquences génomiques et de produire des mutants qui servent notamment pour l'identification du rôle fonctionnel des gènes. Tout ceci permet, également, de constituer rapidement des cartes génétiques et physiques qui sont un atout majeur dans la recherche génétique. Ces cartes permettent, entre autres, d'évaluer la synténie existant entre les espèces de Légumineuses afin d'identifier certains gènes chez ces autres espèces.

## Importance scientifique
À ce jour, les trois domaines biologiques, qui ont été largement étudiés chez M. truncatula, sont la fixation symbiotique de l'azote, le développement des graines et la tolérance au stress abiotique, en raison de leurs impacts agronomiques importants.

### Fixation biologique du diazote
Une étude publiée au début de l'année 2025, s'intéresse à une mutation génétique dite «CNGC15-GOF», qui, chez M. truncatula, active, indépendamment des conditions du sol sur lequel elle est cultivée, des oscillations calciques qui favorisent, à travers notamment la plus forte production de flavonoïdes, la formation de symbiose microbienne racinaire avec des champignons mycorhiziens arbusculaires et des bactéries du genre Rhizobia. Cela a pour effet de notable de pouvoir maintenir une production conséquente sur des sols pauvres sans pour autant recourir à des engrais minéraux,

## Taxinomie

### Synonymes
- Medicago tribuloides Desr.
- Medicago tentaculata Willd.
- Medicago uncinata Willd.

### Liste des sous-espèces et variétés
Selon Tropicos (27 juillet 2018) (Attention liste brute contenant possiblement des synonymes) :
- sous-espèces :
  - Medicago truncatula subsp. littoralis (Rohde ex Loisel.) Ponert
  - Medicago truncatula subsp. longiaculeata (Urb.) Ponert
  - Medicago truncatula subsp. truncatula
- variétés :
  - Medicago truncatula var. longiaculeata Urb.
  - Medicago truncatula var. truncatula